# Acmaeodera decipiens
Acmaeodera decipiens es una especie de escarabajo del género Acmaeodera, familia Buprestidae. Fue descrita científicamente por LeConte en 1866.
Esta especie se encuentra en América Central y del Norte.